# Монсёр, Богуслав
Богу́слав Мико́лай Мо́нсёр (пол. Bogusław Mikołaj Mąsior, 6 декабря 1947 года, Хшанув — 28 октября 2021 года, Хшанув) — польский хозяйственный деятель, политик, сенатор Сената III и V созыва.

## Биография
В 1971 году окончил факультет математики, физики и химии Ягеллонского университета, после чего начал работать на Южном кожевенном заводе «Хелмек» в Хелмеке, где последовательно был стажером, технологом и начальником отдела. Был директором обувной фабрики «Хелмек» в Бендзине (1977—1996), председателем правления «Бутбендзин» в Бендзине (1998—1999) и директором южного региона «Бакома» с местонахождением в Кракове (1999—2001).
С 1994 года — член правления Клуба «Бизнес-центр», активист хозяйственных организаций. Был одним из основателей Высшей школы предпринимательства и маркетинга в Хшануве и заседал в сенате этого учебного заведения. Соавтор рационализаторских заявок и патентов.
В 1993—1997 годах был членом Сената III созыва, избран беспартийным кандидатом при поддержке Союза демократических левых сил, представлял Катовицкое воеводство. Был заместителем председателя Комитета народного хозяйства и членом Комитета по иностранным делам и международным экономическим связям, а также возглавлял польско-итальянскую группу. Вступил в СДЛС и был членом местных партийных органов (возглавлял Малопольский совет партии). Во второй раз был избран в Сенат в 2001 году от Краковского избирательного округа. В V созыве Сената (2001—2005) работал в комитетах по экономике и государственным финансам, а также по иностранным делам. В 1999—2001 годах был членом совета Хшанувского повята. В 2006 и в 2010 был избран депутатом Сеймика Малопольского воеводства.
В 2005 году безуспешно баллотировался в Сенат, в 2007 году — в Сейм, в 2009 году — в Европарламент. В сентябре 2011 года вышел из СДЛС, а в следующем месяце баллотировался в Сенат от имени «Союза президентов — граждан в Сенат» Хшанувского района, заняв 3-е место из 5 кандидатов. В 2014 году по списку избирательного комитета «СДЛС Левые вместе» безуспешно баллотировался на переизбрание на выборах в воеводское собрание. В 2018 году был кандидатом от Польской крестьянской партии в члены воеводского управления.
Похоронен на приходском кладбище в Хшанове.

## Награда
В 1997 году награждён Офицерским крестом ордена Polonia Restituta.

## Личная жизнь
Он был женат на Анне и имел двух сыновей (Славомира и Ярослава).